# 최장한
최장한(1974년 6월 4일~)은 대한민국의 자동차 경주 선수이다. 현대차 연구소의 테스트드라이버 겸 연구원인이고 하며, 2003년도 현대클릭스피드페스티벌 경기에 카레이싱 드라이버로 데뷔했다. 한국형 GT시리즈를 표방한 GTM에서 2007년 현대 엘리사 챌린지의 초대시리즈 챔피언을 차지하고 이어 KSF의 제너시스쿠페 시리즈에 출전했다.
2014년 한국인 최초로 독일 뉘르부르크링24시 내구레이스에 진출하였으나 리타이어하고 2015년에 재도전하여 완주를 했다.
현재는 뉘르부르크링24시 및 VLN(뉘르내구챔피언쉽)과 래디컬컵 아시아에 출전하고 있다.

## 주요경력
- 現 자동차메이커 테스트 드라이버&연구원(2003~현재)

- 現 독일 RPM 레이싱팀 드라이버(2016~현재)

- 前 팀훅스 CJ 슈퍼레이스 슈퍼6000 드라이버 (2018)

- 한국인 최초 독일 뉘르부르크링 24시 내구레이스 완주(2015)

- 前 록타이트-HK 레이싱팀 드라이버(2012~2015)

- 현대 투스카나 엘리사 내구레이스 종합우승 (2007)

- 前 KMSA 레이싱팀 드라이버(2007~2009)

## 저서
- 레이싱랩(2017, 골든벨출판사)

## 보유 자격
- FIA 인터네셔널 GRADE B

- DPN(DMSB PERMIT NORDSHLEIFE) GRADE A

- 뉘르부르크링 IP 인더스트리풀(Industriefahrten) 라이센스

- 차량동력학(Vehicle Dynamics) 석사학위

## 모터스포츠(국외)
- 2014년 뉘르부르크링 24시 자격레이스 V5클래스(BMW330) 1위

- 2014년 뉘르부르크링 24시 V4클래스 출전(리타이어)

- 2014년 VLN(뉘르 내구챔피언쉽) V4클래스 출전(리타이어)

- 2015년 RCN(뉘르서킷레이스챌린지) V5클래스 10위

- 2015년 뉘르부르크링 24시 V4클래스 6위

- 2016년 뉘르부르크링 24시 자격레이스 V4클래스 4위

- 2016년 VLN(뉘르내구챔피언쉽) 5라운드 SP7클래스(911GT3CUP) 4위

- 2016년 VLN(뉘르내구챔피언쉽) 6라운드 SP7클래스(911GT3CUP) 7위

- 2017년 뉘르부르크링 24시 자격레이스 SP7클래스(911GT3CUP) 4위

- 2017년 VLN(뉘르내구챔피언쉽) 5라운드 SP7클래스(911GT3CUP) 출전(리타이어)

- 2019년 뉘르부르크링24시 V6클래스(Cayman) 출전(리타이어)
- 2022년 NLS(뉘르내구챔피언쉽) 3라운드 SP7클래스(991GT3CUP) 2위(종합47위)
- 2023년 뉘르부르크링24시 SP7클래스(991GT3CUP) 1위(종합30위)

## 모터스포츠(국내)
- 2003년 현대클릭스피드페스티벌 출전

- 2007년 GTM현대 투스카니 엘리사 내구레이스 종합 1위

- 2008년 GTM현대 투스카니 엘리사 내구레이스 종합 2위

- 2010년 CJ슈퍼레이스 제너시스쿠페 4전 8위

- 2013년 KSF제너시스 쿠페 20챔피언쉽 5전 4위(종합8위)

- 2018년 CJ슈퍼레이스 슈퍼6000 출전
- 2023년 제1회 인제마스터즈시리즈 1위(Radical SR-1)

## 논문
- 국내도로면 특성평가를 위한 분류체계 및 성능지수 개발연구

- 인공지능 운전자 모델을 이용한 경주용차 서스펜션 개발

- 능동 롤 제어에 의한 차량 운동 성능 향상에 대한 연구

## 주요개발차량
- 현대 G70(IK), 벨로스터N(JSN)

- 기아 스팅어(CK)